# 2. Klasse A 1913-1914
La 2. Klasse A 1913-1914 è stata la terza edizione del campionato austriaco di calcio di seconda categoria. Organizzata dalla Niederösterreichischer Fussballverband, vide competere 13 squadre. che erano tutte di Vienna e dintorni.
Il campionato iniziò il 31 agosto 1913 e si concluse il 28 giugno 1914 con la vittoria finale del Wacker Vienna.

## Squadre partecipanti
| Club                | Stagione | Città  | Stadio                         | Stagione precedente 1912-1913 |
| ------------------- | -------- | ------ | ------------------------------ | ----------------------------- |
| Admira Vienna       | dettagli | Vienna | ...                            | Neopromossa                   |
| Bewegungsspieler    | dettagli | Vienna | ...                            | 2º posto                      |
| Blue Star           | dettagli | Vienna | ...                            | 8º posto                      |
| Donaustadt          | dettagli | Vienna | ...                            | 3º posto                      |
| Favoritner Vorwärts | dettagli | Vienna | ...                            | 7º posto                      |
| Hakoah Vienna       | dettagli | Vienna | ...                            | Neopromosso                   |
| Ober St. Veit       | dettagli | Vienna | ...                            | 4º posto                      |
| Red Star Vienna     | dettagli | Vienna | ...                            | 9º posto                      |
| Sturm 1907 Wien     | dettagli | Vienna | ...                            | 11º posto                     |
| Südmark             | dettagli | Vienna | ...                            | 5º posto                      |
| Vienna Cricketer    | dettagli | Vienna | Prater-Radrennbahn (Innenraum) | 10º posto                     |
| Wacker              | dettagli | Vienna | Wacker-Platz                   | 1º posto                      |
| Wiener Sportfreunde | dettagli | Vienna | ...                            | 6º posto                      |

## Classifica finale
|  | Pos. | Squadra                | Pt | G  | V  | N | P  | GF  | GS | DR  |
|  | ---- | ---------------------- | -- | -- | -- | - | -- | --- | -- | --- |
|  | 1.   | Wacker                 | 43 | 24 | 21 | 1 | 2  | 102 | 15 | +83 |
|  | 2.   | Admira Vienna          | 39 | 24 | 18 | 3 | 3  | 69  | 20 | +49 |
|  | 3.   | Hakoah Vienna          | 33 | 24 | 13 | 7 | 4  | 59  | 35 | +24 |
|  | 4.   | SC Donaustadt          | 32 | 24 | 13 | 6 | 5  | 74  | 29 | +43 |
|  | 5.   | Red Star Wien          | 28 | 24 | 12 | 4 | 8  | 42  | 39 | +3  |
|  | 6.   | SC Ober St. Veit       | 23 | 24 | 10 | 3 | 11 | 54  | 57 | -3  |
|  | 7.   | Blue Star Vienna       | 20 | 24 | 7  | 4 | 13 | 40  | 64 | -14 |
|  | 8.   | Wiener Sportfreunde    | 18 | 24 | 7  | 4 | 13 | 30  | 43 | -13 |
|  | 9.   | SK Favoritner Vorwärts | 18 | 24 | 7  | 4 | 13 | 20  | 47 | -27 |
|  | 10.  | Vienna Cricketer       | 18 | 24 | 8  | 2 | 14 | 27  | 58 | -31 |
|  | 11.  | Sturm 1907 Wien        | 15 | 24 | 4  | 5 | 15 | 26  | 60 | -34 |
|  | 12.  | Wr. Bewegungsspieler   | 14 | 24 | 6  | 2 | 16 | 31  | 62 | -31 |
|  | 13.  | SC Südmark             | 13 | 24 | 4  | 5 | 15 | 21  | 66 | -45 |

Legenda:
      Ammessa allo spareggio promozione/retrocessione.
      Retrocessione
Regolamento:
Due punti a vittoria, uno a pareggio, zero a sconfitta.
In caso di arrivo di due o più squadre a pari punti in testa o in coda della classifica, si gioca una o più partite di spareggio.